# Světový pohár v biatlonu 2019/2020 – Hochfilzen
2. podnik Světového poháru v biatlonu v sezóně 2019/2020 probíhal od 12. do 15. prosince 2019 v rakouském Hochfilzenu. Na programu podniku byly závody ve sprintech, stíhací závody a štafety mužů a žen.
Naposledy se zde jel Světový pohár v biatlonu v roce 2018, v Hochfilzenu se jezdí SP v biatlonu každoročně.

## Program závodů
Oficiální program:
| Datum        | Disciplína           | Začátek (SEČ) | Počet závodníků |
| ------------ | -------------------- | ------------- | --------------- |
| 13. prosince | Sprint (ženy)        | 11:30         | 105             |
| 13. prosince | Sprint (muži)        | 14:20         | 109             |
| 14. prosince | Štafeta ženy         | 11:30         | 21 týmů         |
| 14. prosince | Stíhací závod (muži) | 14:55         | 58              |
| 15. prosince | Stíhací závod (ženy) | 12:00         | 58              |
| 15. prosince | Štafeta muži         | 14:00         | 25 týmů         |

## Průběh závodů

### Sprinty
V závodě žen se po čtyřech třech letech dostala opět „na pódium“ (mezi prvních šest) Lucie Charvátová. Vleže sice nezasáhla jeden terč, ale rychlým během si vylepšovala svou pozici.  Protože startovala mezi prvními, dlouho se v cíli udržovala na čele. Pak ji předstihlo několik závodnic, mezi nimiž byla nejrychlejší Italka Dorothea Wiererová. Na 17. místě doběhla Jessica Jislová. Markéta Davidová, která skončila na 35. místě, podle svých slov v druhém kole spadla.
Sprint mužů ovládl stejně jako před týdnem v Östersundu Nor Johannes Thingnes Bø. Při střelbě vstoje sice udělal jednu chybu, ale to už měl takový náskok, že i po odjezdu ze střelnice jel na prvním místě. Jen o několik vteřin pomaleji běžel Francouz Simon Desthieux, což rozhodlo o jeho druhém místě. Nejlepší český biatlonista Jakub Štvrtecký udělal vstoje tři chyby a přes rychlý běh v posledním kole, kdy se dostal před 13 závodníků, dojel na 29. místě. O tři místa za ním skončil Ondřej Moravec s jednou chybou.

### Stíhací závody
Závod mužů byl sólem pro Nora Johannese Thingnese Bø. Střílel čistě a půlminutový náskok, který měl ze startu, stále navyšoval a bezpečně zvítězil. Druhý dojel Rus Alexandr Loginov hlavně díky svému náskoku ze sprintu. Z českých reprezentantů skončil nejlépe Michal Krčmář na 29. místě – byl lepší o 11 míst oproti své pozici na startu. Ondřej Moravec a Jakub Štvrtecký se proti sprintu zhoršili a dojeli až v páté desítce závodníků.
Do stíhacího závodu žen se probojovaly všechny čtyři české reprezentantky. Z nich dosáhla nejlepšího výsledku Eva Puskarčíková. Po poslední střelbě se propracovala na sedmé místo. Pak ji sice předjela Finka Kaisa Mäkäräinenová, ale udržela za sebou vedoucí závodnici světového poháru Dorotheu Wiererovou. Oproti startu se zlepšila o 21 pozic a dojela na 8. místě, což byl její nejlepší výsledek za poslední dva roky. Markéta Davidová skončila na 27. místě především vinou tří nezasažených terčů a nejpomalejší střelby za všech závodnic. Lucie Charvátová udělala na střelnici celkem šest chyb a propadla se na 30. místo.
Po střeleckém kolapsu vítězky sprintu Wiererové se do čela probojovala Norka Ingrid Landmark Tandrevoldová. Brzy se však před ní dostala především čistou střelbou její krajanka Tiril Eckhoffová a v předposledním kole i Švédka Hanna Öbergová. Eckhoffová zvítězila, když si po třetí střelbě vytvořila téměř půlminutový náskok, který udržovala až do cíle.

### Štafety
Ve štafetě žen jela v prvním kole Jessica Jislová. Udělala dvě chyby na střelnici, ale zrychlovala a předávala se ztrátou 22 vteřin. Lucie Charvátová však musela na trestné kolo a předávala Markétě Davidové na 11. místě. Ta vylepšila českou pozici o tři místa. Eva Puskarčíková udělala vleže tři chyby a klesla na desáté místo, střelbu vstoje však zvládla čistě a i díky rychlému běhu se zlepšila o čtyři místa. Češky tak skončily na šestém místě s celkově nejlepším běžeckým časem.
V závodě se dlouho udržovala na čele díky velmi dobré střelbě ruská štafeta. Do posledního kola vyjížděla Jekatěrina Jurlovová s náskokem 15 vteřin, který ale do prvního mezičasu ztratila a předstihla ji Norka Marte Olsbuová.
Také ve štafetě mužů běželi čeští biatlonisté kromě Michala Šlesingra na prvním úseku rychle. Druhý Michal Krčmář navíc střílel čistě a předával na pátém místě. Adam Václavík a Jakub Štvrtecký pak tuto pozici před zrychlující ruskou štafetou udrželi až do cíle. 
Od druhého úseku se – i díky trestnému kolu Nora Erlenda Bjøntegaarda – udržovali v čele závodu Němci. Při poslední střelbě ale Benedikt Doll udělal víc chyb a do posledního kola vyjížděl s náskokem jen 14 sekund před Johannesem Thingneswm Bø. Ten Dolla před posledním mezičasem dojel, držel se za ním a v cílové rovině jej předjel.

## Umístění na stupních vítězů

### Muži
| Disciplína              | První místo                                                            | Výkon     | Druhé místo                                                   | Výkon     | Třetí místo                                                               | Výkon     |
| Sprint (10 km)          | Johannes Thingnes Bø                                                   | 25:07,8   | Simon Desthieux                                               | 25:15,6   | Alexandr Loginov                                                          | 25:21,4   |
| Stíhací závod (12,5 km) | Johannes Thingnes Bø                                                   | 31:27,0   | Alexandr Loginov                                              | 32:00,5   | Émilien Jacquelin                                                         | 32:07,5   |
| Štafeta (4×7,5 km)      | Norsko Johannes Dale Erlend Bjøntegaard Tarjei Bø Johannes Thingnes Bø | 1:14:44,2 | Německo Philipp Horn Johannes Kühn Arnd Peiffer Benedikt Doll | 1:14:46,2 | Francie Antonin Guigonnat Émilien Jacquelin Fabien Claude Martin Fourcade | 1:15:36,1 |

### Ženy
| Disciplína              | První místo                                                                              | Výkon     | Druhé místo                                                                        | Výkon     | Třetí místo                                                                   | Výkon     |
| Sprint (7,5 km)         | Dorothea Wiererová                                                                       | 21:26,5   | Ingrid Landmark Tandrevoldová                                                      | 21:32,4   | Světlana Mironovová                                                           | 21:43,8   |
| Stíhací závod (10 km)   | Tiril Eckhoffová                                                                         | 29:14,6   | Hanna Öbergová                                                                     | 29:40,4   | Ingrid Landmark Tandrevoldová                                                 | 29:54,3   |
| Štafeta (ženy) (4×6 km) | Norsko Karoline Knottenová Ingrid Landmark Tandrevoldová Tiril Eckhoffová Marte Olsbuová | 1:10:04,7 | Rusko Krystýna Rezcovová Larisa Kuklinová Světlana Mironovová Jekatěrina Jurlovová | 1:10:12,9 | Švýcarsko Elisa Gasparinová Selina Gasparinová Aita Gasparinová Lena Häckiová | 1:11:08,8 |

## Pořadí zemí
| Pořadí | Země      | 1. místo | 2. místo | 3. místo | Celkově |
| ------ | --------- | -------- | -------- | -------- | ------- |
| 1.     | Norsko    | 5        | 1        | 1        | 7       |
| 2.     | Itálie    | 1        | 0        | 0        | 1       |
| 3.     | Rusko     | 0        | 2        | 2        | 4       |
| 4.     | Francie   | 0        | 1        | 2        | 3       |
| 5.     | Německo   | 0        | 1        | 0        | 1       |
| 5.     | Švédsko   | 0        | 1        | 0        | 1       |
| 7.     | Švýcarsko | 0        | 0        | 1        | 1       |
|        | Celkem    | 6        | 6        | 6        | 18      |